# Windows Desktop Update
Windows Desktop Update là một tính năng tùy chọn của Microsoft có trong Internet Explorer 4 (IE được phát hành vào tháng 9 năm 1997), đưa ra nhiều cập nhật về tính năng mới nhất của hệ điều hành Windows 95 và Windows NT 4.0. Các tính năng này đã trở thành một phần của quá trình cài đặt chuẩn trong Windows 98 cũng như các phiên bản sau này.
Windows Desktop Update bao gồm các tính năng như Active Desktop và tích hợp IE4 chặt chẽ với Windows Explorer. Nó được tải xuống như là một phần của IE4 trên tất cả các phiên bản của Windows 95 ngoại trừ Windows 95 OEM Service Release 2.5 (4.00.950C) bao gồm một phiên bản độc lập của IE 4.0 cộng với Windows Desktop Update (bản này không phải bản vá) nơi nó được cài đặt tự động sau quá trình cài đặt chuẩn của Windows 95. Tương tự, bản cập nhật trình vỏ (Windows Shell, kể từ lúc này chúng ta gọi Windows Shell là "vỏ") cũng được cung cấp như là một phần của IE 4.0 cho Windows NT 4.0 (với Service Pack 3 hoặc mới hơn).
Mặc dù Windows Desktop Update chỉ chính thức là một thành phần tùy chọn cho người dùng trong phiên bản Internet Explorer 4.0, và không chính thức được đưa vào bất kỳ phiên bản Internet Explorer nào sau này (IE5 trở lên), người dùng có thể trích xuất chương trình cài đặt Windows Desktop Update từ các tập tin cài đặt IE4 bằng cách sử dụng chuẩn.CAB hoặc sử dụng IEAK để tạo ra một phiên bản của trình duyệt IE 5.0x, 5.5 hoặc 6.0 bao gồm bản cập nhật. Cũng có thể sử dụng các tham số dòng lệnh để hướng dẫn trình cài đặt của các phiên bản của IE để cài đặt Desktop Update.
Nếu Windows Desktop Update đã được cài đặt, quá trình cài đặt IE 5.0 hoặc 5.5 cũng sẽ cài đặt một số tính năng mới của trình bao, chẳng hạn như sắp xếp theo tên trong trình đơn ngữ cảnh và các nút trình đơn thả xuống/tràn xuống, bất cứ khi nào menu hoặc các nút thanh công cụ không khớp với cửa sổ Explorer trên màn.

## Các chức năng chính
- Active Desktop - Cho phép hiển thị nội dung web có thể hiển thị của Internet Explorer (ví dụ HTML, XML, CDF) và lần đầu tiên hiển thị nội dung hình ảnh không phải BMP trên máy tính để bàn Windows.
- Channels - Push Technology với một số điểm tương đồng với RSS và Webslices của IE 8. Các kênh là một dịch vụ phân phối từ xa bằng các scripts XML qua http sử dụng định dạng tệp.cdf. Quá trình cài đặt Internet Explorer 4.0 của Desktop Update bao gồm quá trình nội địa hoá nội dung và các nhà cung cấp dịch vụ cho các khu vực ngôn ngữ chính. Tuy nhiên trên quá trình cài đặt IE 5.0 thì điều này bị bỏ đi và thiếu vài nội dung mặc định
- Khởi chạy nhanh (Quick Launch) - Thanh khởi chạy nhanh lần đầu tiên xuất hiện với Desktop Update, cung cấp một thanh ngang thay thế cho thanh khởi động dọc của Microsoft Office 95/97/2000
- Web folders - Một máy khách WebDAV được tích hợp vào các cửa sổ Explorer có thể hiển thị nội dung web và đồ hoạ, cung cấp một trải nghiệm Windows Explorer phong phú hơn cho người dùng
- Tùy chọn thư mục - Các thư mục riêng lẻ và các nhóm thư mục có thể được tùy chỉnh trong giao diện sử dụng web như các ràng buộc định dạng
- Nút thanh công cụ và nhãn lớn hơn trong Windows Explorer
- Trình đơn Bắt đầu (Start Menu) được cải thiện, bao gồm phần 'Favorites' mới, nhiều tùy chọn hơn trên trình đơn 'Find' và mục trình đơn kéo và thả, chỉnh sửa và xóa hỗ trợ
- Hỗ trợ hiển thị hình ảnh thu nhỏ xem trước trong Windows Explorer và infotips/tooltips cho các tập tin và thư mục lưu trữ trong Desktop.ini.

## Các cập nhật
Cập nhật cho Windows Desktop Update là một phần của hotfix 4.0 và các gói dịch vụ. Sau đó, cập nhật bảo mật trình bao cho Windows 95 và Windows NT 4.0 bao gồm cả bản cập nhật cho phiên bản Windows Desktop Update và phiên bản gốc. Đồng thời đôi khi phiên bản Windows Desktop Update và bản cập nhật cho phiên bản gốc đã được đóng gói riêng.
Windows Desktop Update cũng bổ sung khả năng tạo các khung làm việc như thanh quicklaunch. Nó cũng giới thiệu các API mở rộng mới cho trình quản lý tệp Windows, và Explorer.exe (cũng là một trình bao).